# John Francis (cầu thủ bóng đá)
John Andrew Francis (sinh ngày 21 tháng 11 năm 1963) là một cầu thủ bóng đá người Anh đã giải nghệ thi đấu ở vị trí tiền đạo. Hiện tại ông đang làm việc trong học viện của câu lạc bộ.